# Кълъмбъс Крю
Кълъмбъс Крю (на английски: Columbus Crew) е американски футболен отбор от град Кълъмбъс, щата Охайо. Основан е през 1994 г.
Един от многото тимове, притежавани от най-популярния собственик в историята на американския сокър – Ламар Хънт (на негово име е наречена купата на страната), който сега се владее от сина му Кларк. Заради голяма германска диаспора в Кълъмбъс, най-известната фракция сред феновете се нарича Nordecke (Северния ъгъл). Звездата на тима е бившият играч на „Бока Хуниорс“ Гилермо Скелото, избран за MVP на сезона през 2008 г.

## Постижения
- Победител в Купата на MLS: 2008 г., 2020 г., 2023 г.
- Победител в MLS Supporters' Shield: 2004 г., 2008 г., 2009 г.
- Победител в турнира за Купата на САЩ: 2002